# Kumar Anil Mehroliya
Kumar Anil Mehroliya (ur. 3 kwietnia 1982 r.) – indyjski wioślarz.

## Osiągnięcia
- Mistrzostwa Świata – Poznań 2009 – dwójka podwójna wagi lekkiej – 18. miejsce[1].